# Rhynchina canariensis
Rhynchina canariensis is een vlinder uit de familie van de spinneruilen (Erebidae). De wetenschappelijke naam van de soort is voor het eerst geldig gepubliceerd in 1962 door Pinker.
Deze nachtvlinder komt voor in Europa.